# 베르크 퓌어 페른제엘렉트로니크
베르크 퓌어 페른제엘렉트로니크(독일어: Werk für Fernsehelektronik, WF)는 1946년에 설립되어 2005년에 폐업한 동독 베를린 오버쇠네바이데에 있었던 진공관 및 텔레비전 생산 기업이었다. 1938년 AEG에서 설립한 오버슈프레 진공관 공장(Röhrenfabrik Oberspree, RFO)의 시설을 사용하여 설립한 기업이었다. 1980년대에는 동독의 라디오 및 TV 제조사 연합(Rundfunk- und Fernmelde-Technik, RFT)의 일원이었고, 독일 재통일 이후 삼성SDI에 인수되었다.

## 기업 역사

### 초기 역사
1900년대 베를린 오버쇠네바이데(Oberschöneweide) 지역이 개발되면서 AEG를 비롯한 기업이 입주하기 시작했다. 1913년 AEG는 오버슈프레 케이블 공장(AEG-Kabelwerk Oberspree)을 설립하였고 진공관을 생산하기 시작했다. 1930년대에는 텔레풍켄이 오버쇠네바이데 지역에서 전파 송신기를 생산했다. 1938년 AEG는 과거 자동차 공장의 부지를 인수하여 진공관 생산 부문을 AEG 진공관 공장 오버슈프레(AEG-Röhrenfabrik Oberspree)로 통합했다.

### 동독에서의 역사

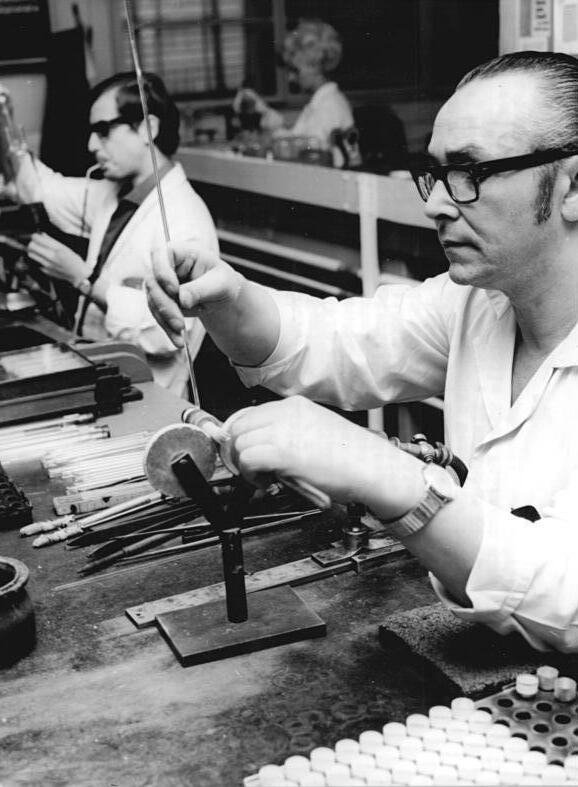
진공관 생산(1970년)

동독의 소련군정에서는 1945년 과거 AEG의 진공관 생산 공장을 접수하여 오버슈프레 연구소, 설계국, 실험실(Labor, Konstruktionsbüro und Versuchswerk Oberspree)을 설립했다. 설립 1년 후 약 2000명의 노동자가 고용되어 있었고, 1946년에는 소련의 오소아비아힘 작전(Operation Osoaviakhim)의 일부로 230명의 노동자가 가족과 함께 소련으로 징용되어 소련에서 새로운 생산 시설을 건립하는 데 투입되었다. 같은 해 회사의 법적 형태가 소련 주식회사(Sowjetische Aktiengesellschaft)로 바뀌었고 정식 명칭도 오버슈프레 공장(Oberspreewerk)로 간략화되었다. 1950년에는 다른 기업과 합병하여 베르크 퓌어 페른멜데베젠(텔레비전 공장, Werk für Fernmeldewesen)으로 개명했다. 1952년 5월 1일 오버슈프레 공장의 법적 형태가 인민 기업(Volkseigener Betrieb)으로 변경되었다. 독일 텔레비전 방송의 설립과 더불어 국민에게 텔레비전을 보급하기 위해서 1959년부터 브라운관 생산을 시작했다.
1960년부터 베르크 퓌어 페른제엘렉트로니크라는 이름을 사용했다. 1970년대의 대형 콤비나트 설립과 맞물려 에르푸르트 전자 콤비나트(Kombinat Mikroelektronik Erfurt)의 일부로 편입되었다. 1983년 흑백 브라운관의 생산이 중단되었고, 1984년부터 컬러 브라운관을 생산하기 위해서 오스트엔트슈트라세(Ostendstraße)에 새로운 생산 시설을 건립했다.

### 독일 재통일 이후, 삼성SDI
독일 재통일 이후에는 세계 시장에서의 경쟁력을 상실하여 진공관 및 반도체 생산이 일부 중단되었다. WF의 법적 형태도 유한회사로 변경되었고 9000명 수준이었던 직원도 1400명 수준으로 감원했다. 1990년 5월 동독 시기에 개발한 제품을 전시하는 기업 박물관(Technik im Turm)을 설립했다.
1993년 삼성SDI에서 1마르크에 WF를 인수했고, Samsung Elektronische Bauelemente GmbH라는 이름으로 변경했다. 그 시기에 박물관을 폐쇄하고 전시품을 기업 내 창고로 다시 옮겼다. 1994년에는 이전의 생산 기지에 삼성 연구소(Samsung Forschungszentrum)를 설립했다. 삼성SDI에서는 인수 이후 여러 투자를 통해 브라운관 생산 공정을 현대화하고 효율을 개선했다.
2000년대 초반에 LCD 디스플레이가 시장에 등장하면서 브라운관의 수요가 급격하게 감소했다. 결국 삼성SDI는 2005년에 공장과 연구소를 폐쇄했다. 폐쇄 이후에도 삼성은 부지를 소유하고 있다가 2009년에 매각했다. 2018년 말 기준 공장 건물은 비어 있으며, 기타 일부 건물은 사무실로 재건축되었다. 1990년에 설립한 기업 박물관의 일부는 인두스트리살롱 쇠네바이데(Industriesalon Schöneweide)의 일부로 편입되었다. 한편 WF의 사업부 중 일부는 삼성에 인수되지 않고 자체적으로 생존했다. WF의 센서 기술 연구원들은 Iris GmbH 및 First Sensor GmbH를 설립했다. First Sensor는 현재도 오버쇠네바이데 지역에 자리잡고 있다.

## 생산 품목
WF의 주 생산 품목은 진공관, 브라운관 및 광전자 부품(LED, 광트랜지스터, 옵토커플러 등)이었다. 동독 수립 25주년을 기념하기 위해서 1974년 탁상 시계 Digitale Wohnraumuhr Kaliber 44-03을 생산했으며 당시 공장 직원에게 기념품으로 증정했다. 주 사업 영역이 아니었던 제품은 전자 오르간 EKI 1이 있으며, 동독 경제 정책으로 인하여 이 기업에서 생산했던 경공업 제품 중에는 숮불구이용 집게가 있었다.

WF의 생산 제품(일부)
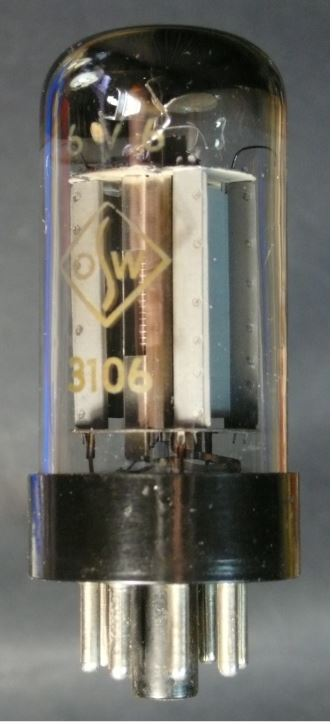
6V6 진공관, 오버슈프레 공장 로고(OSW)
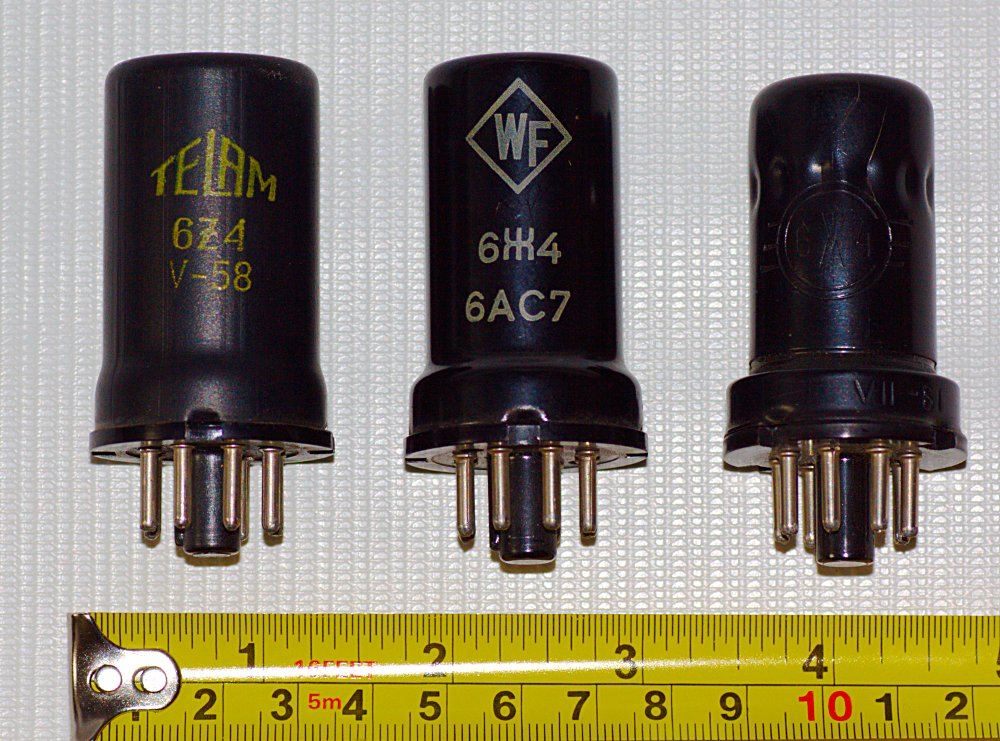
중앙: 5극 진공관, 미국식(6AC7) 및 소련식(6Ж4) 형식 표기
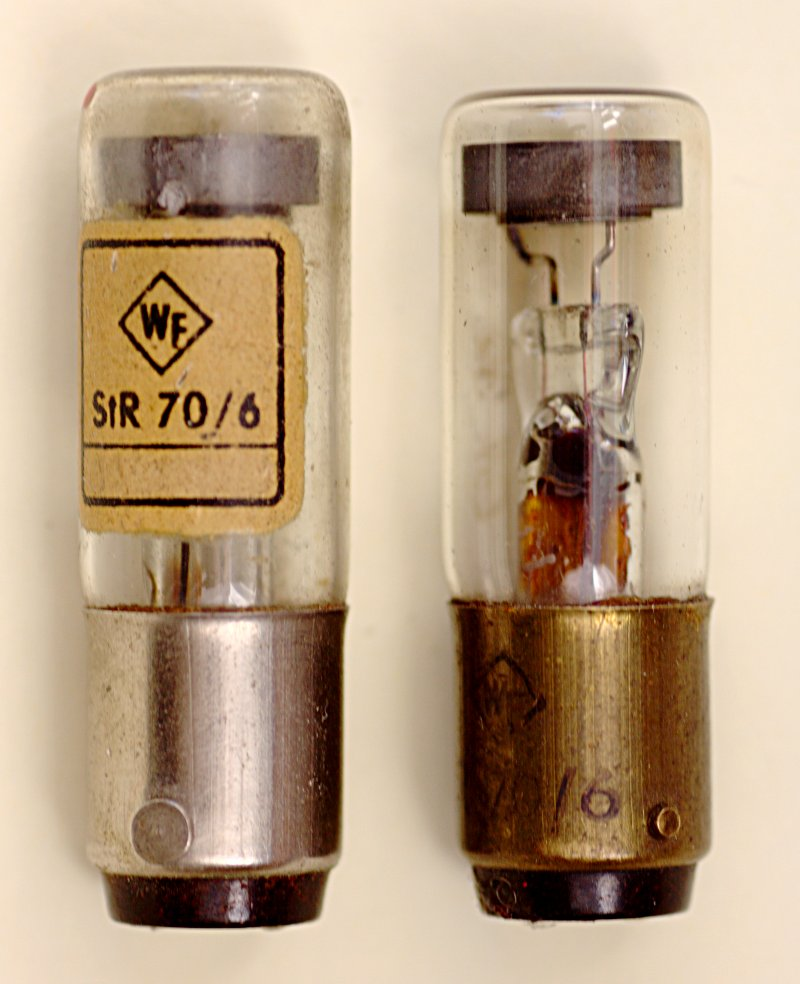
전압 레귤레이터 진공관 StR 70/6
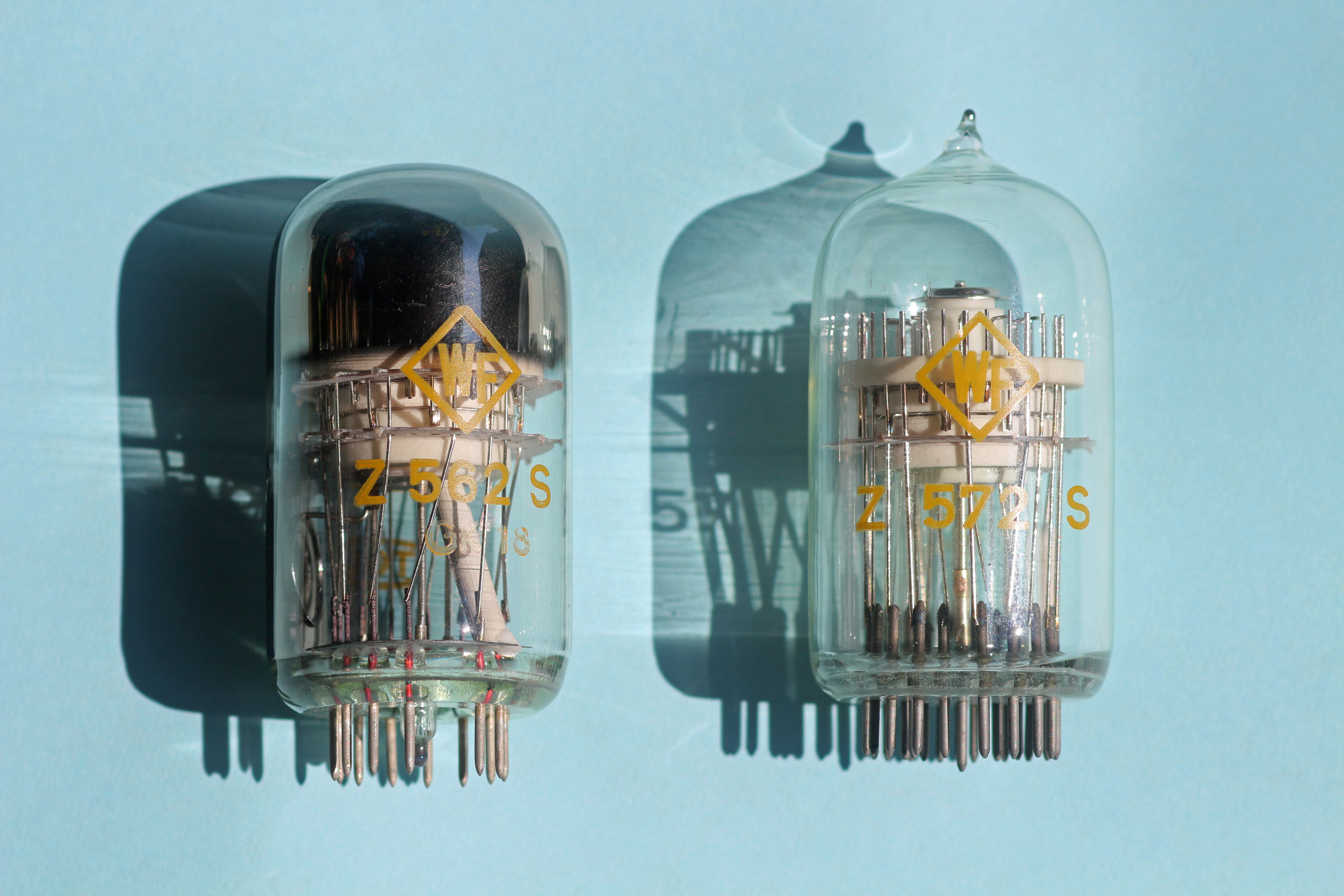
데카트론: 왼쪽: Z582S, 오른쪽: Z572S
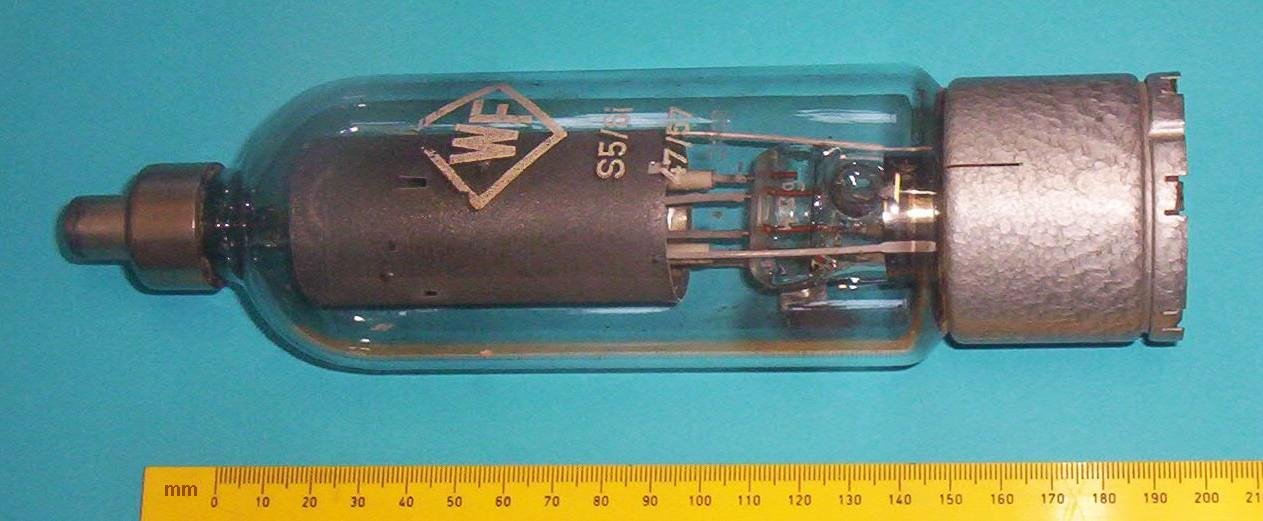
티라트론 5 kV/6 A, S5/6i
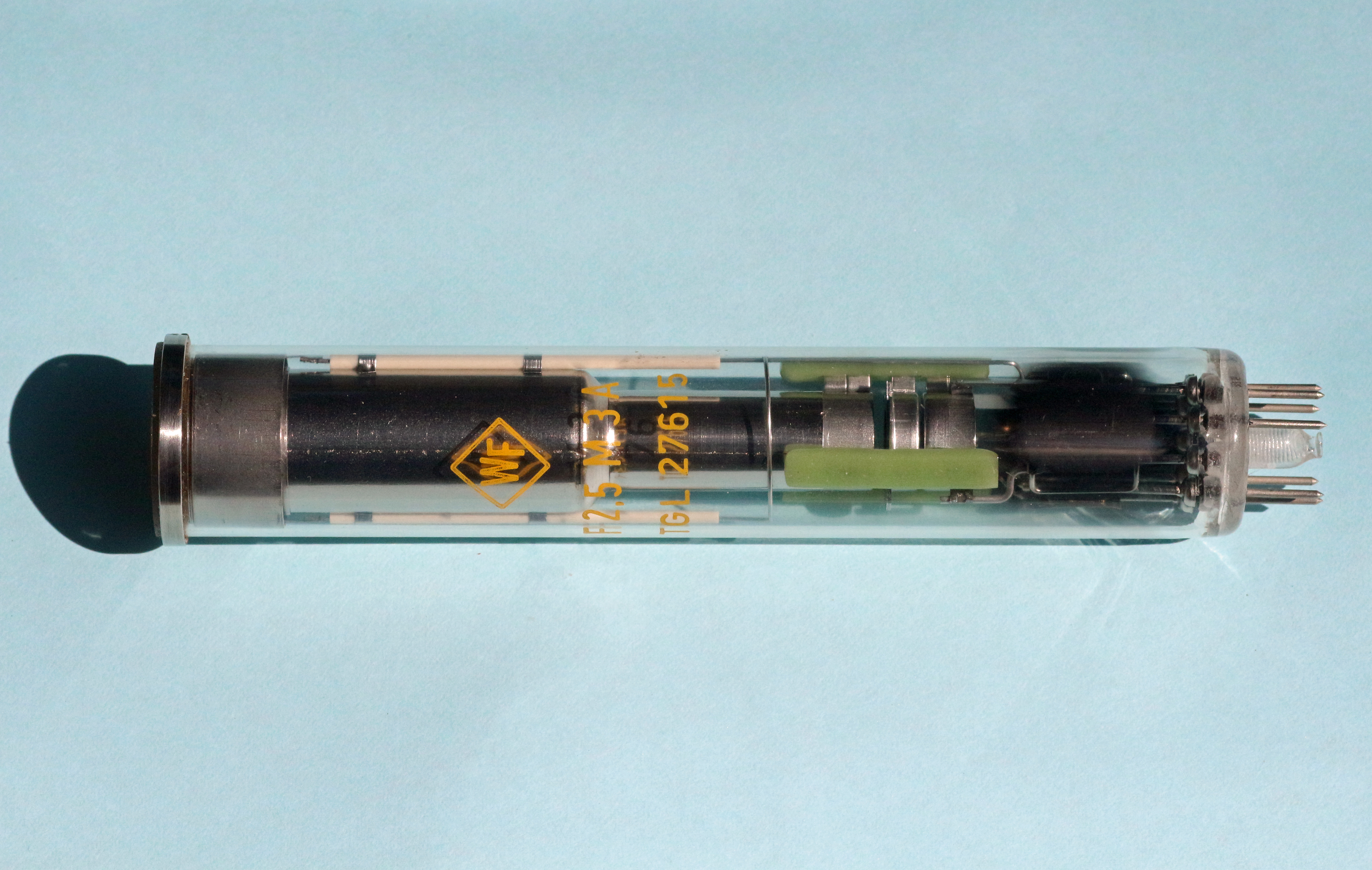
F형 비디콘 튜브 2,5 M3a: 지름 2.5cm
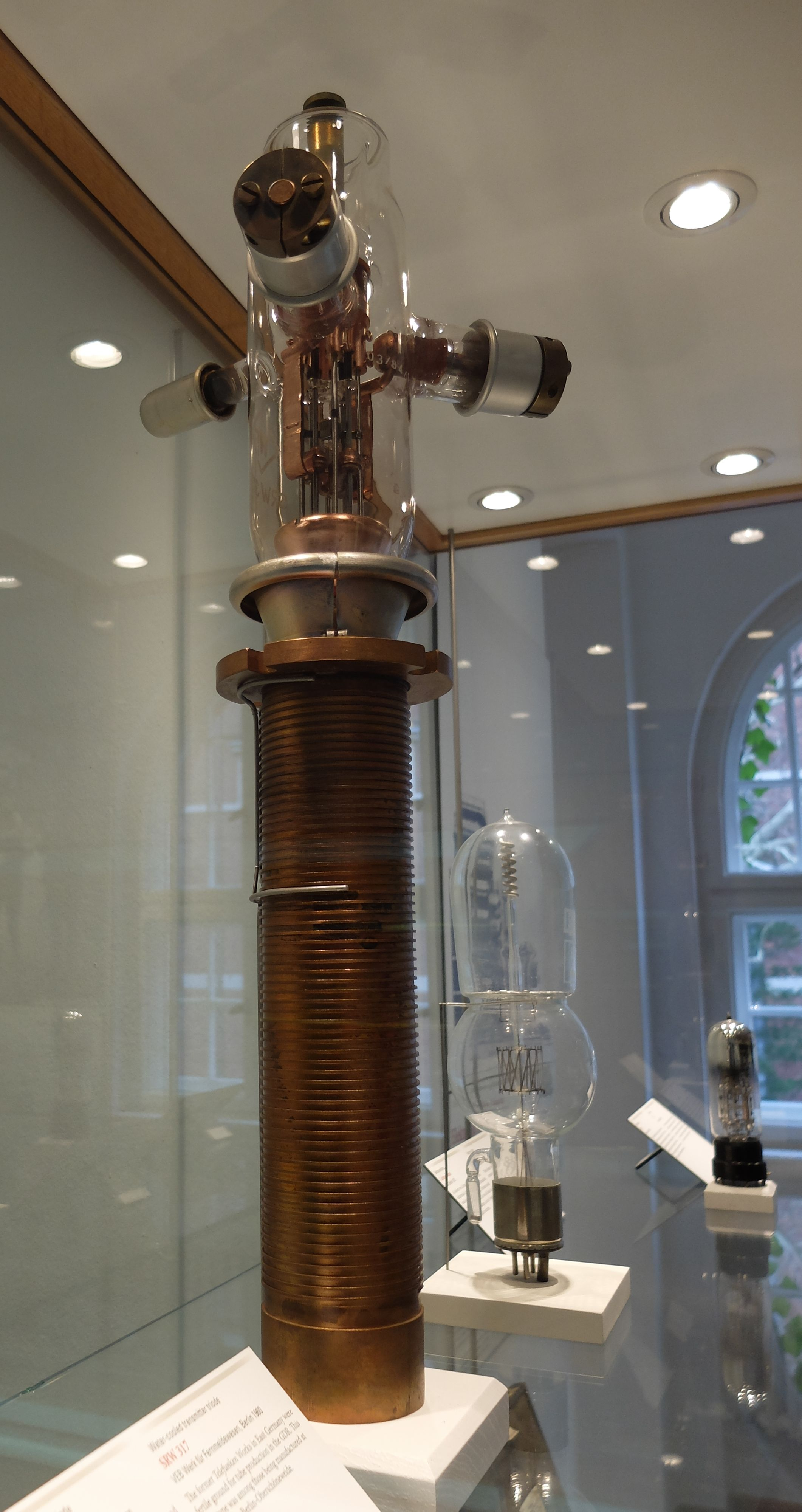
독일 기술 박물관에 전시된 송신용 진공관 SRW317
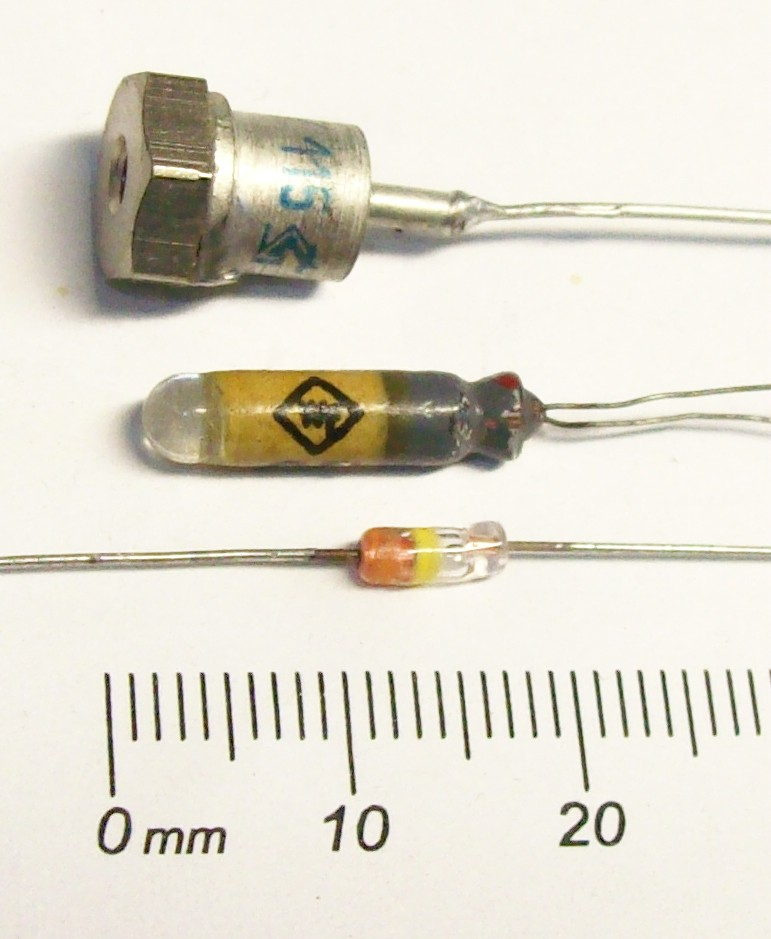
중앙: 저마늄 광다이오드 GP122
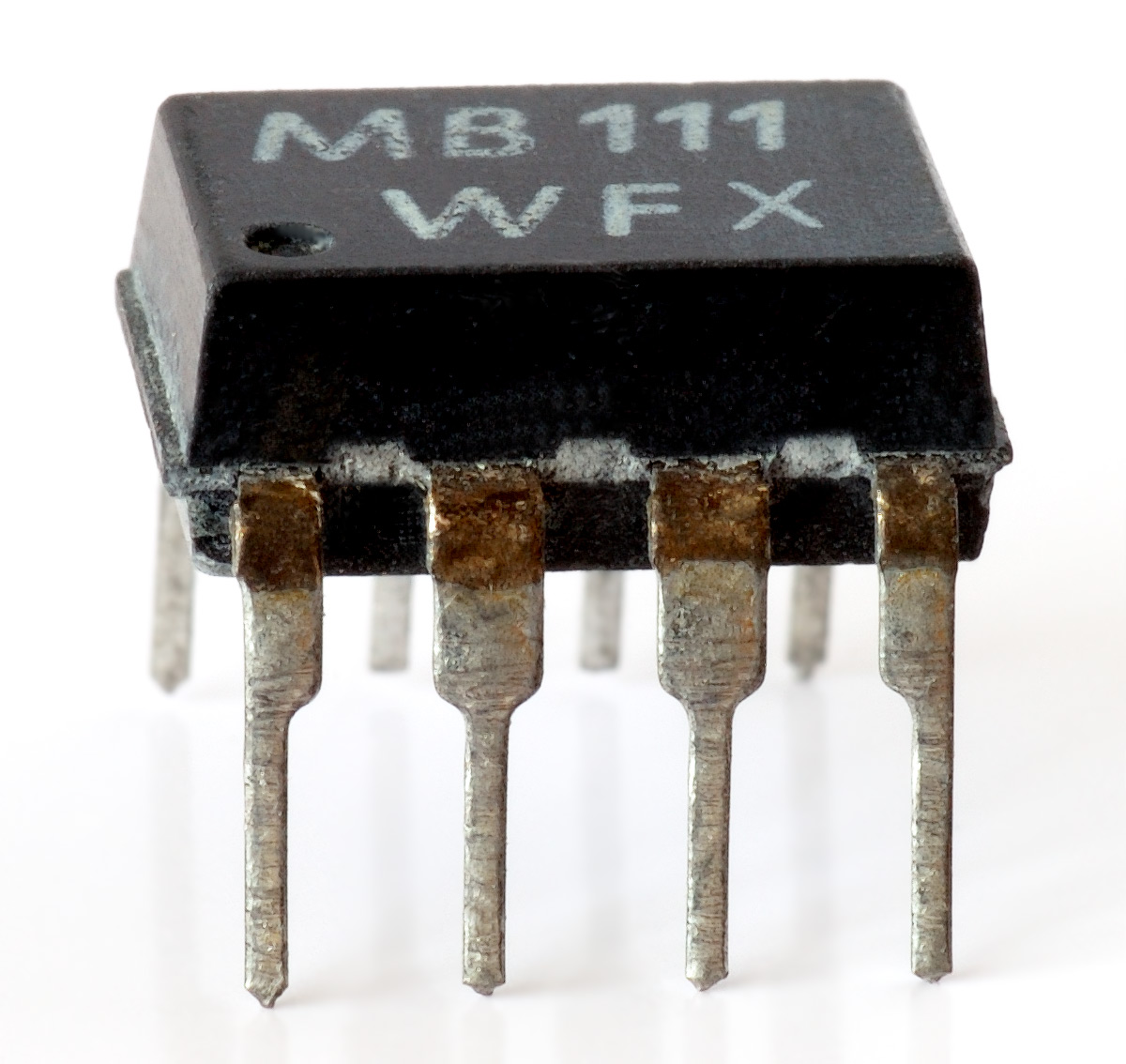
포토 커플러 MB111

## 사회 공헌

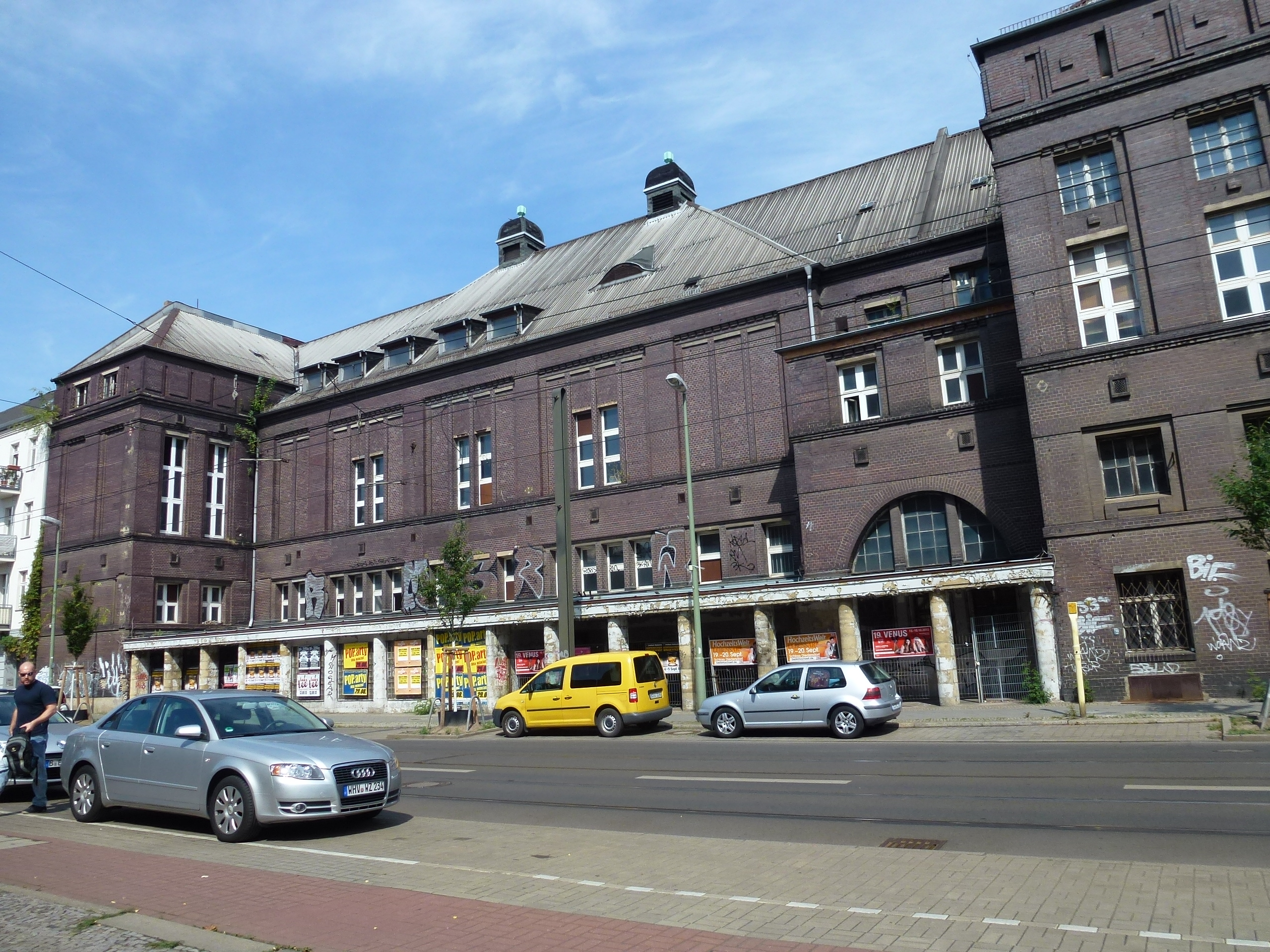
과거 문화 공간, 2014년

동독 시기에 WF에서 오버쇠네바이데 지역에 문화 공간(Kulturhaus)을 설립했으며, 회사 소유의 여름 캠프를 프라우엔제(Frauensee) 인근에 설립했다. 문화 공간은 통일 이후에도 계속 WF 소유로 남아 있었고 베를린주 정부의 재정 지원으로 요리 및 문화 시설을 개보수할 계획이 있었으나 실패했다. 건물은 베를린의 문화유산 목록에 등재되어 있다. 한편 통일 이후에도 여름 캠프 시설을 활용하기 위해서 1991년에 10명의 발기인이 모여 Kindererholungsdorf Frauensee를 설립했다. 이 쪽은 성공해서 연간 수백만 유로의 수익을 거두고 있다.

## 참조
1. ↑  Samsung eröffnete Forschungszentrum, Neues Deutschland(전문 보기 유료), 2018년 12월 26일 확인.
2. ↑  “<초점> 삼성SDI 독일 공장 대북 진출의 참고서”. 전자신문. 2000년 6월 15일. 2019년 7월 19일에 확인함.
3. ↑  “삼성SDI 독일 생산법인 흑자전환 성공”. 매일경제. 2000년 9월 8일. 2019년 7월 18일에 원본 문서에서 보존된 문서. 2019년 7월 19일에 확인함.
4. ↑  “獨언론, "베를린 공장 폐쇄 결정 삼성에 집중 포화"”. 노컷뉴스. 2005년 10월 3일. 2019년 7월 19일에 확인함.
5. ↑  “삼성SDI 철수가 동베를린에 드리운 그림자”. 한겨레. 2006년 1월 8일. 2019년 7월 19일에 확인함.
6. ↑  Industriesalon Schöneweide
7. ↑  Iris GmbH, 2018년 12월 26일 확인.
8. ↑  Kiez-Trägerverein feiert 25jähriges Bestehen 보관됨 2019-07-18 - 웨이백 머신(독일어), 2018년 12월 26일 확인.